# Enrico Martínez
Enrico Martínezfue  cosmógrafo del rey de España, intérprete de la Santa Inquisición, impresor e ingeniero hidráulico.

## Biografía
Según algunas fuentes, él era descendiente de españoles; Alexander von Humboldt, en su Ensayo Político sobre el Reino de la Nueva España afirmó que era alemán u holandés y en otras fuentes se afirma que era mexicano educado en España. La duda sobre la nacionalidad de Heinrich Martin no quedó resuelta sino hasta que el historiador Francisco Fernández del Castillo encontró, en un proceso inquisitorial, una declaración hecha por el mismo Martin, en la cual menciona que es alemán.
A pesar de haber nacido en Hamburgo y de haber practicado el protestantismo durante su juventud, Martin fue un ferviente católico debido a los años que vivió en España. Fue esta fe y su conocimiento en distintas lenguas lo que lo llevaría a servir como intérprete de la Santa Inquisición, en 1599.
Durante su juventud, Martin viajó por Europa, graduándose en matemáticas y aprendiendo el oficio de impresor durante su estadía en España.
Heinrich Martin fue autor de una de las primeras obras impresas en la Ciudad de México a principios del siglo XVII en las que se combinan la astrología y la medicina. Con el título Repertorio de los Tiempos e Historia Natural de la Nueva España, su obra principal trata de temas como las descripciones geográficas y antropológicas de la naturaleza y pobladores de la Nueva España. 
En 1589, Martin se embarcó hacia las Indias en la flota que condujo a su protector el virrey Luis de Velasco, I marqués de Salinas del Río Pisuerga, y a su amigo Juan Ruiz de Alarcón. Al llegar a la Ciudad de México ya contaba con el título de Cosmógrafo del Rey. A pesar de que no se conoce la fecha precisa en que obtuvo este título, es probable que lo obtuviera con el objetivo de viajar más fácilmente a las colonias.
Los cosmógrafos reales tenían como función informar al Consejo de Indias acerca de los viajes, descubrimientos y enfrentamientos llevados a cabo por armadas, navíos y flotas. Un cosmógrafo del rey también estaba obligado a observar y averiguar los movimientos de los astros, a tomar las longitudes y latitudes de las tierras, ciudades, pueblos, ríos y montañas.
Heinrich Martin castellanizó su nombre a Enrico Martínez y fue encomendado por el virrey Luis de Velasco en 1607 para realizar los trabajos de desagüe de la Cuenca de México, que se componía de cinco lagos: Zumpango, Texcoco, Xochimilco, Chalco y Xaltocan. En temporada de lluvias, el lago de Zumpango y otro menor, San Cristóbal, rebasaban el nivel común de sus aguas, desbordándose sobre el lago de Texcoco. Éste a su vez incrementaba el nivel de los lagos interiores de la cuenca, lo que provocó, en años anteriores, grandes inundaciones en la Ciudad de México.

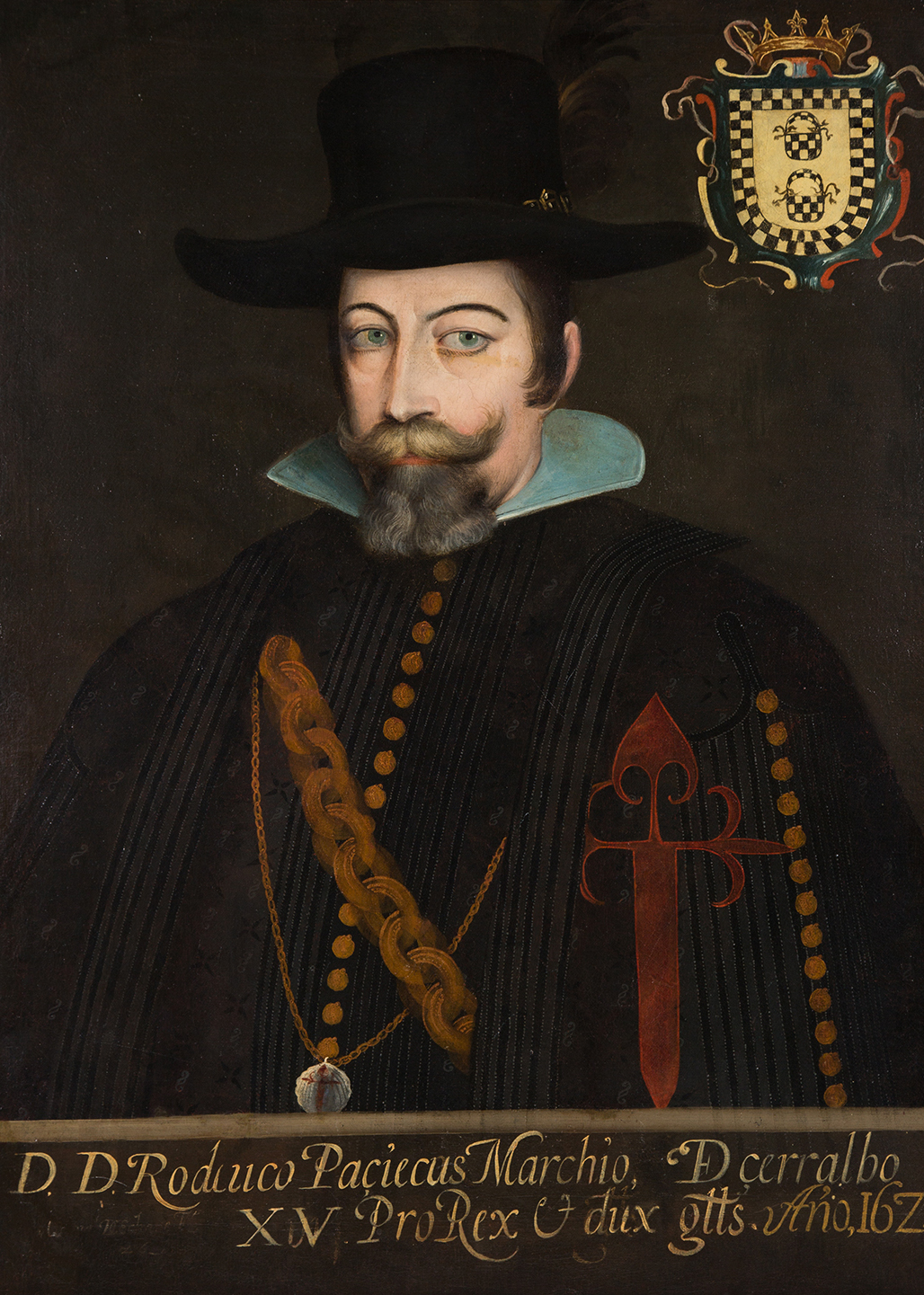
El virrey Rodrigo Pacheco y Osorio encontró cómo terminar con las inundaciones.

El plan de Enrico Martínez fue probablemente uno de los proyectos más ambiciosos de la época que consistió en excavar un canal que drenara definitivamente los lagos de la cuenca hacia el Lago de Zumpango. El trabajo comenzó el 28 de noviembre de 1607 y terminó en mayo de 1609. A pesar de su término, la obra, que había sido expuesta a la corrosión y gran cantidad de filtraciones de agua, se derrumbó, obstruyendo el paso del agua e inundando nuevamente la ciudad durante el gobierno del sucesor de Velasco, el arzobispo García Guerra. Preocupado por el peligro de la capital de la Nueva España, Felipe III, Rey de España, recibió información del virrey García en la que se cuestionaba el trabajo, costo y funcionalidad de la obra de Martínez, quien también escribió al rey para contradecir los cuestionamientos del virrey.
El sucesor de García, Don Diego Fernández de Córdoba, I marqués de Guadalcázar (1612–21), fue enviado por Felipe III con la comisión especial de resolver el problema de las inundaciones en la Ciudad de México. Del mismo modo se nombró a Íñigo Contreras embajador de España y se le envió a la corte francesa a buscar un ingeniero capaz de hacer las obras de desagüe.
Se eligió al ingeniero de los Países Bajos españoles Adrian Boot, que llegó a México en 1614. Por órdenes del virrey, Boot y Martínez, junto con el auditor Otalora visitaron las obras, elaborando cada uno un registro sobre las mismas y las posibles soluciones que encontraban al problema. Boot afirmó en su registro que las obras de Martínez eran insuficientes y que podía arreglarlas haciendo un nuevo trabajo que costaría más que las obras originales. Martínez ofreció un plan para concluir el proyecto en el que necesitaría 100 hombres y menos de la cantidad económica solicitada por Boot.
En 1629 se registró una gran inundación en la Ciudad de México, que comenzó el 21 de septiembre con una fuerte lluvia, que llamaron “el diluvio de San Mateo” y que se prolongó aproximadamente 40 horas. Se derrumbó el tajo de Nochistongo, dejando a la ciudad bajo dos metros de agua, lo que duró cinco años, hasta 1634, a resultas de lo cual Martínez sería encarcelado. Los consejos de Martínez fueron ineficaces, pero el virrey Rodrigo Pacheco y Osorio, III marqués de Cerralbo, encontró la solución: que el arquitecto carmelita fray Andrés de San Miguel reabriera el tajo, como proponía, y así pudo salir el agua.

## Trayectoria como impresor[4]
Los primeros ocho años de vida los pasó en su ciudad natal, donde inició su entrenamiento como impresor, después se trasladó a España, probablemente llegando a Sevilla con sus parientes los Martin, impresores de oficio, con quienes vivió hasta los 19 años, edad con la que regresó a Hamburgo, en donde permaneció por año y medio. En París se graduó como matemático y al poco tiempo regresó a España donde vivió por algún tiempo. En 1589, junto con el virrey Luis de Velasco y Juan Ruiz de Alarcón, se embarcó hacia tierras mexicanas. En 1598 tiene lugar el suceso que lo convirtió en tipógrafo.
Ese año la inquisición juzgó a otro impresor, Cornelio Adrián César, recién llegado a la Nueva España con la intención de poner una imprenta en Cuautitlán. Se le enjuició por hereje y luterano. Enrico Martínez fungió como intérprete en el proceso pues ese mismo año había obtenido licencia del Santo Oficio para interpretar las lenguas alemana y flamenca.
Tras encontrarse culpable a Cornelio, el receptor de la Inquisición Martín de Bribiesca redactó una petición para que Enrico se quedase con el material de imprenta incautado. Entre lo más destacado se encontraba un molde de bronce pequeño para fundir letras de imprenta, noventa y siete punzones, sesenta y tres pequeñas matrices acabadas y sesenta por acabar, dos tablas asentadas de letra fundida puesta en su orden y llenas de la dicha letra, cazuelillas de barro con letra fundida de plomo que pesaba doce libras incluida la cazuela, una prensa de madera con un armazón que estaban por terminarse, entre otras cosas.

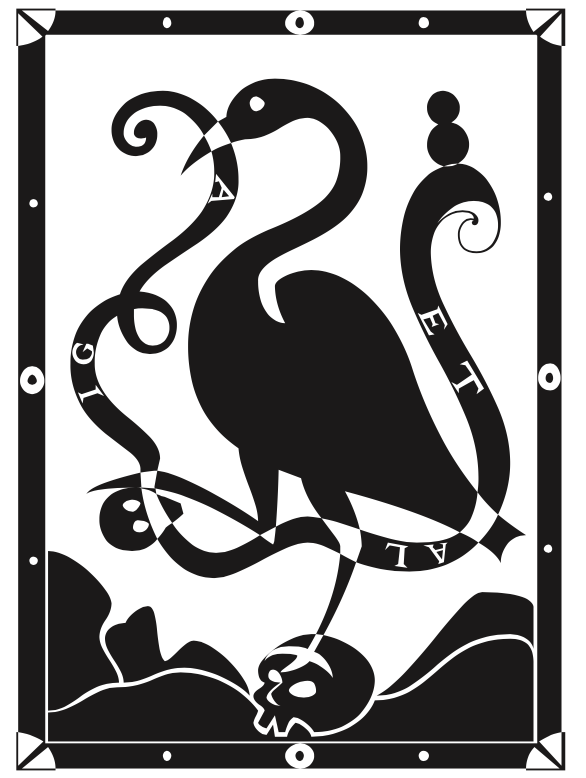
Marca tipográfica digitalizada a partir de una impresión original de Enrico Martínez

Irónicamente mucho de las letras incautadas las había tallado meses antes el mismo Enrico Martínez para la imprenta que pretendía poner Cornelio Adrián. Supuestamente se le encargaron tres fuentes que se habían estado realizando antes de que Cornelio cayera preso.
Enrico Martínez abrió su imprenta en 1599 gracias al material que recibió, incluida la prensa que Cornelio Adrián había estado haciendo poco antes en estas tierras, esto lo supone Juan Pascoe porque a su llegada a México Cornelio no registró ninguna prensa y, además, traer una del Viejo Continente resultaba demasiado laborioso para un solo hombre. 
El último año en que Enrico firma como impresor fue 1611 con el Vocabulario manual de la lengua castellana y mexicanas. A partir de este año se dedicaría enteramente a construir el primer gran desagüe de la Ciudad de México. Sin embargo, sus prensas volvieron a la actividad dos años después, ahora bajo la dirección de su hijo Juan Ruiz.
Al no contar con el extenso surtido tipográfico que llegaron a tener Espinosa o Pablos, él mismo talló muchos de sus alfabetos e imágenes, logrando imprimir libros bellos y notables. Juan Pascoe atribuye esto principalmente a tres puntos; la buena hechura y condición de sus implementos y materiales, su talento para manejarlos y su educado sentido estético y crítico. Es justo otorgarle un lugar privilegiado dentro de los primeros impresores de México, pues la arquitectura de sus páginas, el entintado claro y parejo demuestran compromiso y pericia en el noble arte de la imprenta.

## Los tipos móviles tallados por Enrico Martínez[4]
Enrico Martínez no vino a México con el propósito de poner una imprenta, tampoco era su intención desempeñarse como tallador y grabador. Si bien tenía conocimiento de este arte, sus nociones eran muy vagas, por lo que las fuentes que realizó son en general torpes. 
A lo largo de su quehacer como tallador de tipos móviles realizó siete alfabetos, cinco terminados, uno únicamente con letras bajas y otro sólo con letras altas, dos clases de marcos para capitulares y algunos ornamentos y grabados. Gracias al gran trabajo de investigación de Juan Pascoe en torno a este impresor y tallador, es posible recrear y comentar la forma en que Enrico talló sus fuentes tipográficas.
La primera, que en adelante llamaremos fuente #1, se talló en un principio sin bajas, es la letra más característica de Enrico, pero también la que tiene más errores, resulta un tanto tosca e irregular, nos deja entrever que Martínez era apenas un aprendiz cuando realizó esta fuente. También se aprecia en impresos de su hijo y en libros que salieron de otras imprentas, por lo que es de suponerse que Juan Ruiz contaba con las matrices, no solo de esta fuente, sino de algunas otras, las cuales las utilizaba para fundir nuevos tipos y venderlos a otros impresores.
La fuente #2 se cortó a la par que la fuente #1, de unos 12 puntos actuales, esta sí contenía letras altas y bajas, pero tampoco resultó del todo satisfactoria pues tenía errores notables.
Poco después realizó las minúsculas de la fuente #1, por el mismo tiempo trabajó en la fuente #3, la primera y única completa cursiva que creó, es del mismo tamaño que la fuente #2, por lo que seguramente la talló para acompañarla.
La fuente #4 la realizó a petición de fray Juan Bautista, encargado de la imprenta de Tlatelolco, quien iba a publicar un sermonario y quería que estuviera impreso con un nuevo tipo de letra, al final no se utilizó para el sermonario pues resultó muy grande, de unos 16 puntos actuales. Pascoe se refiere a este tipo como clásico y bien logrado, por lo que se puede afirmar que con el tiempo los tipos de Enrico experimentaron una notable mejoría.

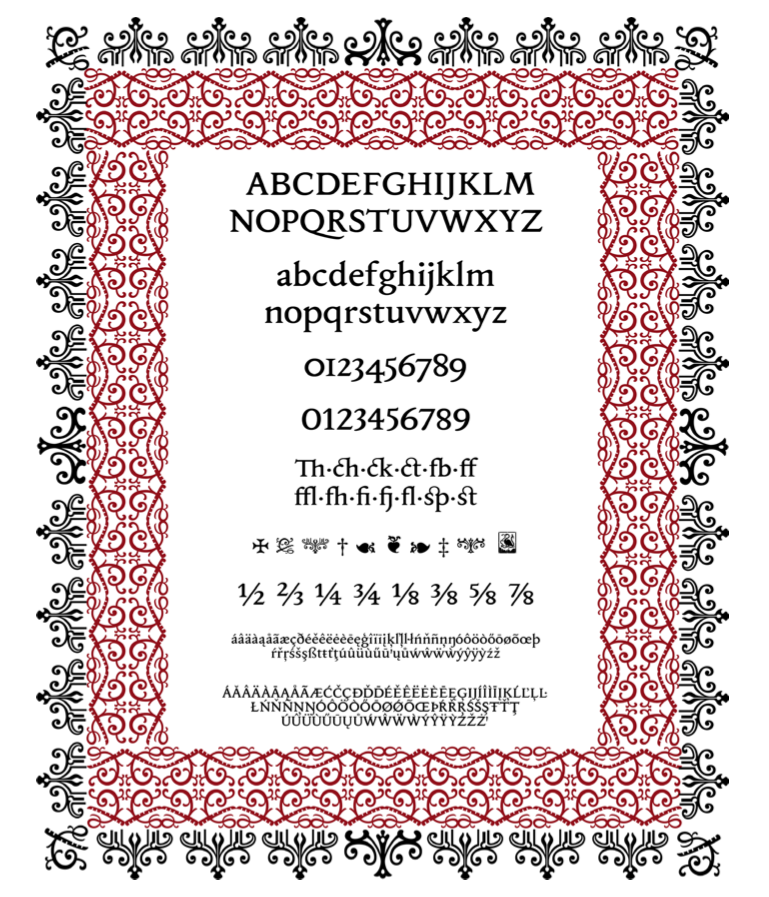
Set de caracteres principales y ornamentos de Martan, rescate tipográfico sobre Enrico Martínez.

Una de las tipografías estelares de Enrico Martínez, es la fuente #5, “la primera suya en un estilo propio” (Pascoe, 1999: 63), de unos 14 puntos actuales, pues fue la mejor lograda y donde se arreglan los problemas que presentaron las tipografías anteriores. Además, es la que utilizó para imprimir su obra más célebre, el Repertorio de los tiempos. Se usó principalmente para componer libros en náhuatl, pues es una fuente con un ojo medio corto y de prosa estrecha, las mayúsculas son de menor tamaño de lo normal, por lo que permite ahorrar espacio en la composición y economizar en papel. Esta es la última fuente completa que realizó Enrico.
Los últimos dos alfabetos creados por Enrico quedaron inconclusos, en uno solo talló las letras bajas completas, de las altas sólo cortó algunas, resulta ser un tipo cursivo mejor logrado que el primero, regular y con cierta gracia. 
Después de Enrico Martínez no se tiene noticia alguna de la creación original de tipografías en México durante apro- ximadamente ciento cincuenta años y fue hasta finales del siglo XVIII cuando aparecieron Jerónimo Antonio Gil, Francisco Javier de Ocampo y José Francisco Rangel, quienes volvieron a crear una fuente tipográfica en México.